# Nazální samohláska
Nazální neboli nosová samohláska (nosovka, nazála) je samohláska, při jejíž artikulaci se zapojuje vedle ústní také nosní dutina, což je umožněno poklesem měkkého patra (vela). Pokud se v písmu zaznamenávají, tak nejčastěji tildou (  ̃ , v románských jazycích) nad nebo ocáskem (polština a kašubština) pod příslušným písmenem (samohláskou); některé jazyky ale nosové samohlásky graficky neodlišují (např. francouzsky Fin de siècle [ˌfɛ̃ dəˈsjɛkl] – tilda se uplatní jen ve fonetickém přepisu).

## Diakritická znaménka
- ocásek (rozlišuj od cedilly)
- tilda
- bindu (".", většina indických jazyků)

## Nosovky v češtině
Nosovky (ę, ǫ) které vznikly v praslovanštině a udržely se i ve staroslověnštině, se v češtině změnily na jiné vokály (denazalizovaly se). Ze slovanských jazyků se dochovaly jen v polštině a kašubštině (jako ą a ę). Nosovce se však i v současné češtině blíží například výslovnost skupiny "on" ve slově "sponka" a pod.

## Nosovky v dalších jazycích
Dále se nosové samohlásky vyskytují v románských jazycích (francouzštině, portugalštině, katalánštině) a indických jazycích a v dialektech některých jazyků, např. v německých nářečích švábštině a bavorštině.